# Liodesina mesatlantis
Liodesina mesatlantis är en fjärilsart som beskrevs av Eugen Wehrli 1938. Liodesina mesatlantis ingår i släktet Liodesina och familjen mätare. Inga underarter finns listade i Catalogue of Life.